# Ujigami-jinja
Ujigami-jinja (en japonais : 宇治上神社) est un sanctuaire shinto situé à Uji près de Kyoto au Japon. Il fait partie de l'ensemble monuments historiques de l'ancienne Kyoto inscrit au patrimoine mondial de l'UNESCO en 1994, et est également désigné Japan Heritage en 2015. 

## Histoire
Adjacent au Uji-jinja, le sanctuaire est construit comme sanctuaire gardien du proche Byōdō-in. Le honden et le haiden sont désignés par l'Agence pour les Affaires culturelles trésors nationaux dans la catégorie sanctuaires,,,,.
Le sanctuaire Ujigami est consacré à l'empereur Ōjin et à ses fils, les princes impériaux Uji no Wakiiratsuko et le futur empereur Nintoku. Uji no Wakiiratsuko se suicide pour résoudre un différend sur la succession impériale et le sanctuaire est construit en son honneur.
Le honden du sanctuaire Ujigami est connu pour être le plus ancien exemple de style nagare-zukuri de l'architecture de temple au Japon,,. Dans ce style d'architecture, les bâtiments des trois sanctuaires intérieurs sont construits côte à côte, le bâtiment du milieu étant plus important que ceux de gauche et de droite. Le honden date de la fin de l'époque de Heian (794-1185),. Le haiden est construit dans le style shinden-zukuri, et son toit selon le style sugaruhafu. Le haiden date de l'époque de Kamakura (1185-1333). Le sanctuaire Kasuga, également dans l'enceinte de sanctuaire, remonte à la même période. Le sanctuaire est connu pour sa source d'eau douce.
L'analyse dendrochronologique numérisée indique que le sanctuaire Ujigami est le plus ancien sanctuaire shinto original au Japon. L'Institut national de recherches de Nara pour les biens culturels importants (en) détermine que le sanctuaire a été construit aux environs de 1060, ce qui correspond de près au compte rendu écrit de la fondation du sanctuaire.
Jusqu'à l'ère Meiji (1868-1912), les sanctuaires Uji et Ujigami sont collectivement connus sous le nom de « Rikukamisha ». Le festival annuel du sanctuaire Ujigami se tient le 5 mai.

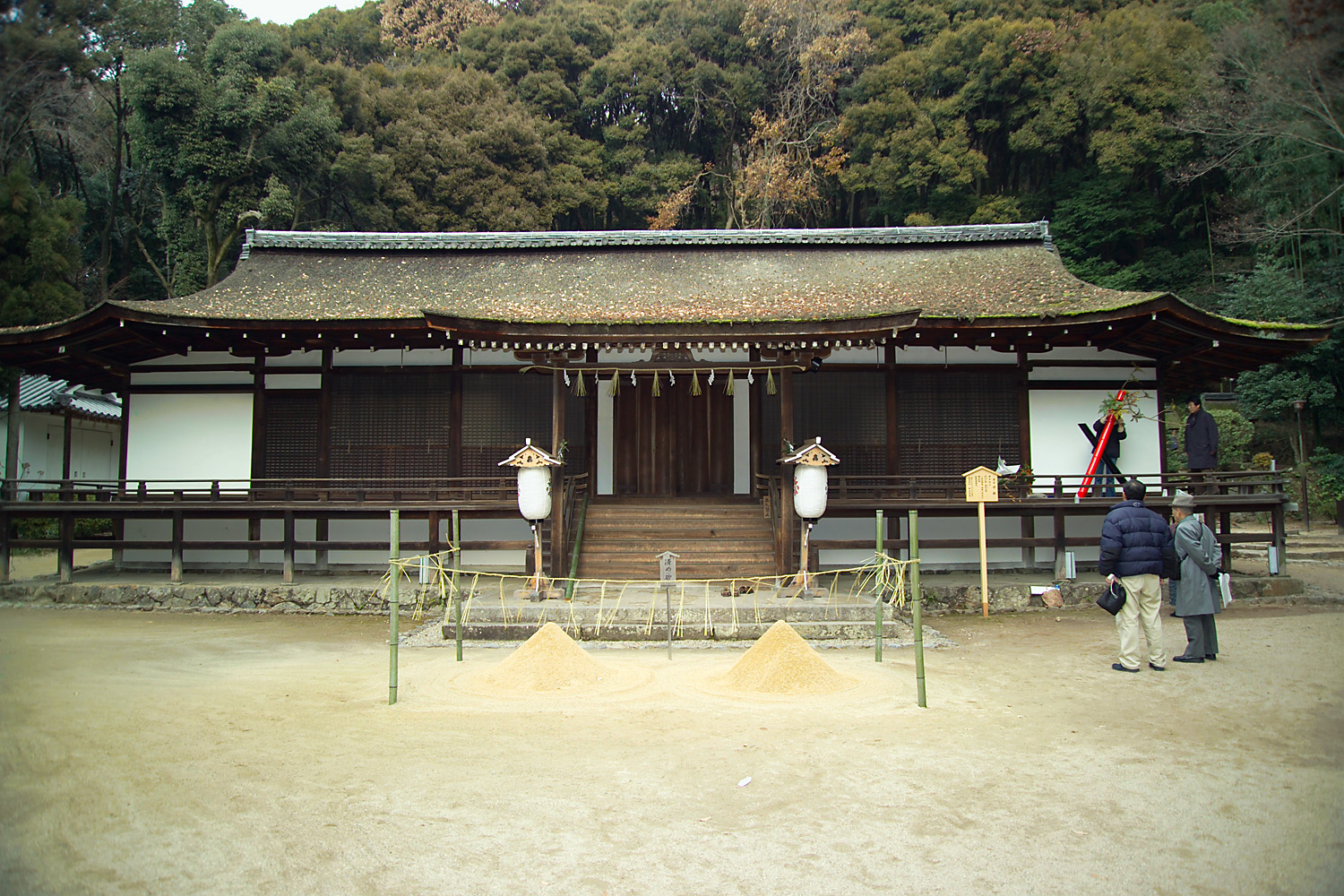
Façade du haiden.
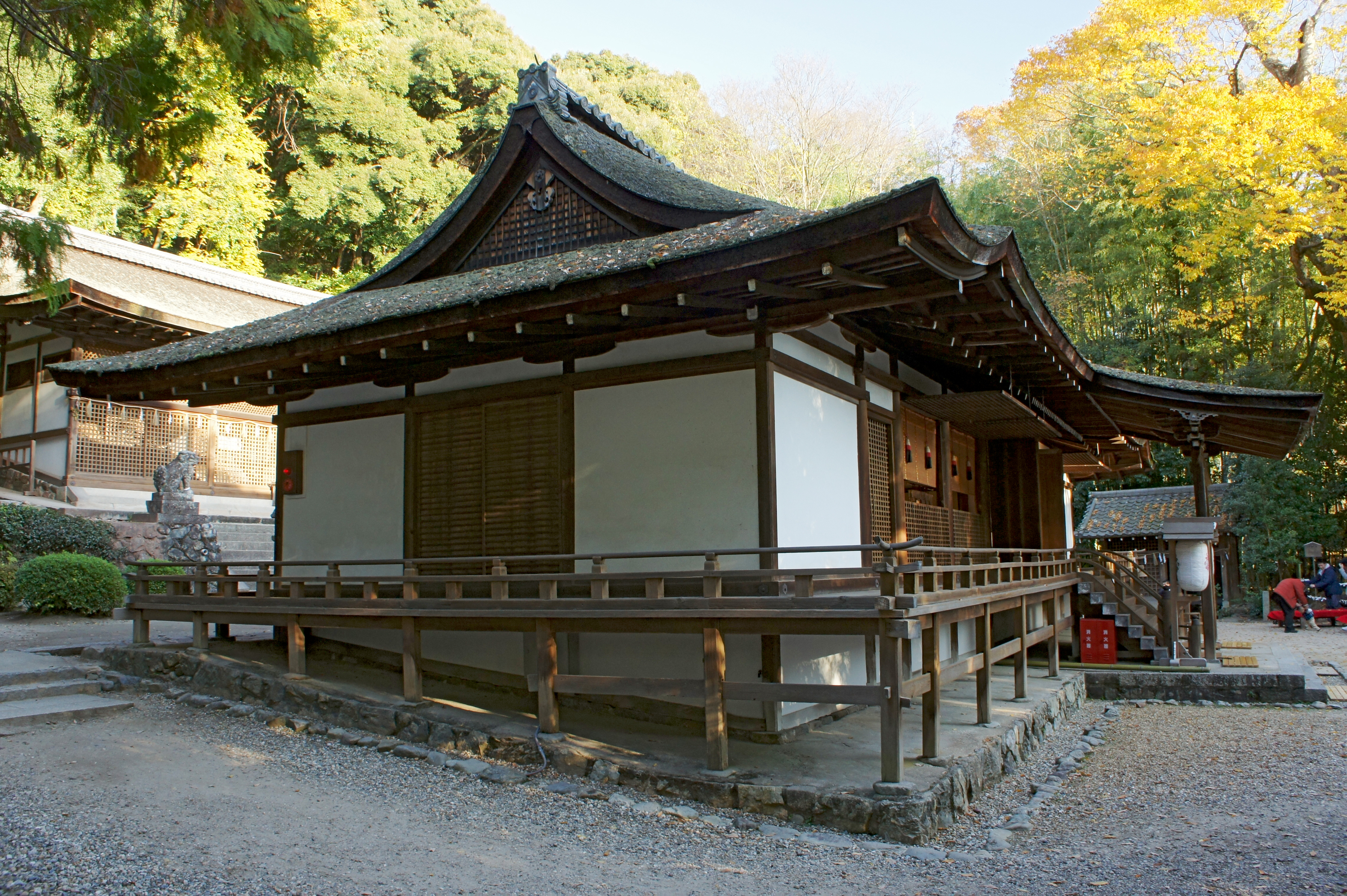
Haiden et honden, l'un derrière l'autre.
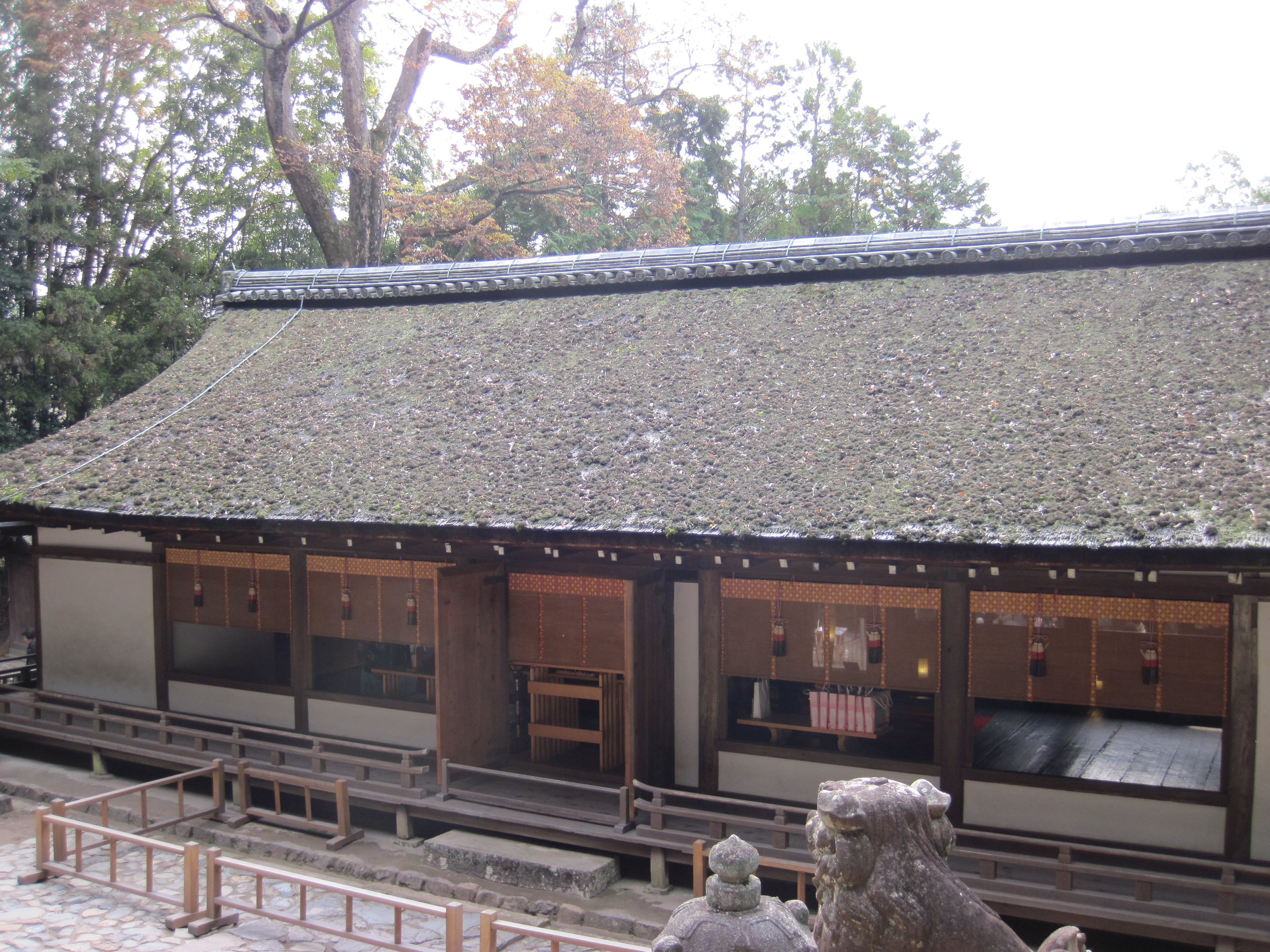
Haiden. Couverture de roseaux et sa mousse.
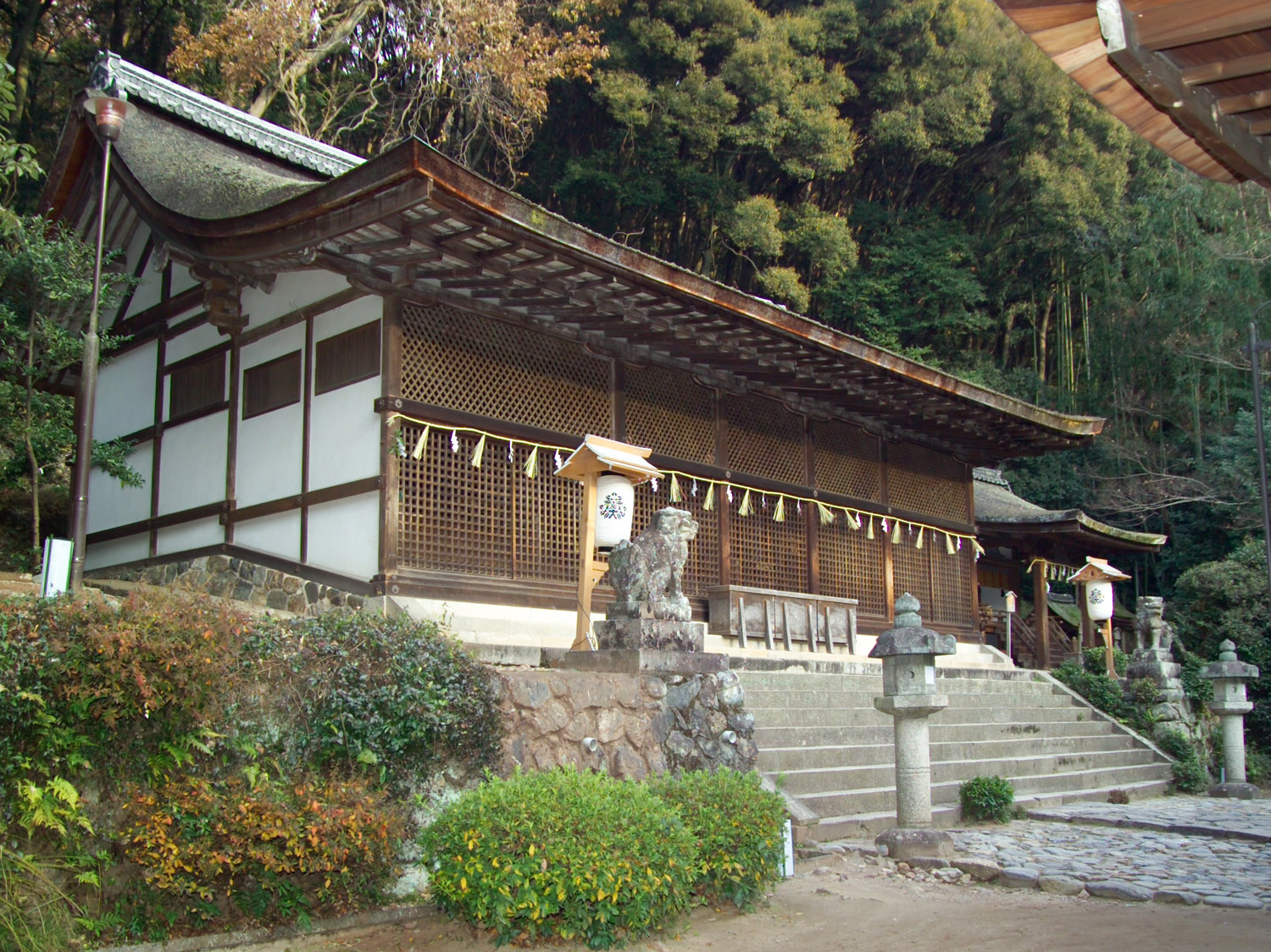
Le sanctuaire principal, honden : trois édifices, époque de Heian, XIIe siècle, sous un toit commun, Kamakura.